# 紡織學會美國商會胡漢輝中學
紡織學會美國商會胡漢輝中學（英語：Textile Institute American Chamber of Commerce Woo Hon Fai Secondary School），原名紡織學會美國商會胡漢輝職業先修學校（英語：TIACC Woo Hon Fai Prevocational School），為香港新界荃灣區內一所男女子津貼中學（由2012年起），由紡織學會香港分會主辦，校址為香港新界荃灣安賢街7號，佔地約7500平方米。該校的學生多數來自新移民。在校園推廣睦愛文化的計劃下，校內的新移民互助社組織「新之窗」之所以設立是為了讓新移民學生透過參與各類活動，盡快適應，並融入校園生活。

## 校政管理
歷任校監
- 1987年至2008年：雷聲隆 先生[2]
- 2008年至今：胡經國 先生[3]

歷任校長
- 1987年至2018年：梁伯聰 先生
- 2018年至2019年：梁耀昌 先生
- 2019年至今：劉景明 先生

歷任副校長
- 梁耀昌 先生[4]
- 潘子嫦 女士
- 尹幹智 先生

## 學校歷史與發展
紡織學會美國商會胡漢輝中學前校監雷聲隆（前香港立法局議員）有見荃灣區需要一所職業先修學校以培養工商業的人才，當時的政府亦推行職業先修教育。所以雷聲隆於1987年與商人胡漢輝合資營辦該校。由於胡漢輝發起和慷慨捐贈150萬元贊助興建該校，學校以他的名稱來命名。而校名當中的「紡織學會美國商會」，是指英國紡織學會以及美國商會。另外，胡漢輝家族自創校以來也有派員出任紡織學會美國商會胡漢輝中學法團校董會的成員，以辦學團體校董的身份參與管理。該校在創校初期曾因校舍未完全建築好而安排學生暫時在棉紡會職業先修學校（即現在的棉紡會中學）上課。當學校未正式轉為文法中學之前，校內的班別分成為工科班（A-C班）以及商科班（D、F班）。工科班會教授汽車工程、圖像傳意、紡織及其他工科項目。商科班則以教授商業理論知識如商品零售為主。
至1997年9月，該校校名由原來的「紡織學會美國商會胡漢輝職業先修學校／TIACC Woo Hon Fai Prevocational School」修改為「紡織學會美國商會胡漢輝中學／TIACC Woo Hon Fai Secondary School」。這是與香港當時的職業先修學校逐步轉型為文法中學有關。再之後於2012年正式改為文法中學。此前，該校早於2007年已為轉型做文法中學開始準備。
學校每個學年都會分做3個學期，每個學期皆以持續性評估，例如家課、課堂習作、專題研習、口頭報告等不同的評估方式總結平時分，以考試作學期的總結。自2009-2010學年起，該校實行星期制取代循環週制，又將每節課堂時間由50分鐘減至45分鐘。為慶祝學校成立30周年，紡織學會美國商會胡漢輝中學於2016年10月18日舉行三十周年校慶啟動禮，至2017年5月17日舉行三十周年校慶典禮。期間舉辦了一連串的活動，諸如盆菜宴、管弦樂表演等。

## 校董會與校友會
在紡織學會美國商會胡漢輝中學的校董會組合當中，除了教員校董、校友校董和家長校董之外，亦由紡織學會 (香港分會) 委派的成員如毛織創新及設計協會委員、穎衡有限公司董事總經理張敏廉，胡漢輝家族委派的成員如前立法會金融服務界議員胡經昌胞弟胡經國及1名獨立人士組成。至於校友會就在2008年5月成立。

## 學生成績
紡織學會美國商會胡漢輝中學近年不時有學生於公開試考獲優良成績。
除此之外，該校一直都有鼓勵學生參加英國倫敦工商會試。考生普遍獲得優異成績。

## 班級結構
紡織學會美國商會胡漢輝中學已參與自願優化班級結構計劃。現時該校的班級編制為中一至中三各有三班，中四至中六各開4個班別。
而班別名稱為A、B、C、D。

2011至2012年度班級結構（仍有最後一屆預科）：
| 級別 | 中一 | 中二 | 中三 | 中四 | 中五 | 中六 | 中七 |
| ---- | ---- | ---- | ---- | ---- | ---- | ---- | ---- |
| 班數 | 4    | 4    | 4    | 4    | 4    | 4    | 1    |

現時班級編制：
| 級別 | 中一 | 中二 | 中三 | 中四 | 中五 | 中六 |
| ---- | ---- | ---- | ---- | ---- | ---- | ---- |
| 班數 | 3    | 3    | 3    | 3    | 3    | 3    |

## 校園設施
該校的課室共有27個，其餘設施除了多用途教學室以外亦有學生活動中心一個。前者包括了室內划艇室和乒乓球室。
| (1)                                                          | (2)                                                                      | (3)                                                              | (4)                                                          | (5)                                            |
| ------------------------------------------------------------ | ------------------------------------------------------------------------ | ---------------------------------------------------------------- | ------------------------------------------------------------ | ---------------------------------------------- |
| - 課室（28個） - 圖書館 - 資訊科技研習中心 - 會議室 - 醫療室 | - 電腦輔助教學室 - 物理實驗室 - 化學實驗室 - 綜合科學實驗室 - 生物實驗室 | - 電腦實驗室 - 基本商業室 - 科技概論工場 - 音樂室 - 基本科技工場 | - 視覺藝術室 - 多用途教學室 - 學生活動中心 - 地理室 - 電腦室 | - 小食部 - 有蓋操場 - 球場 - 禮堂 - 語言學習室 |

有關設施的分佈如下：
|      | 舊翼                                                                             | 新翼             |
| ---- | -------------------------------------------------------------------------------- | ---------------- |
| 地面 | 多用途教學（乒乓球）室、學生活動室、多用途教學室、小食部、有蓋操場、球場         | /                |
| 1樓  | 基本科技工場、電腦實驗室、音樂室、地理室、視覺藝術室、禮堂                       | A103、A102、A101 |
| 2樓  | 語言學習室、物理實驗室、電腦室、綜合科學實驗室、化學實驗室、生物室、基本商業室   | A203、A202、A201 |
| 3樓  | 校長室、副校長室、教員室、教員休息室、社工室及訓導室、校務處、學生輔導室、教員室 | A303、A302、A301 |
| 4樓  | M401、M402、M403、M404、會議室、資訊科技室                                       | A403、A402、A401 |
| 5樓  | M501、M502、M503、M504、圖書館、M509、M510                                       | A503、A502、A501 |

## 其他資料

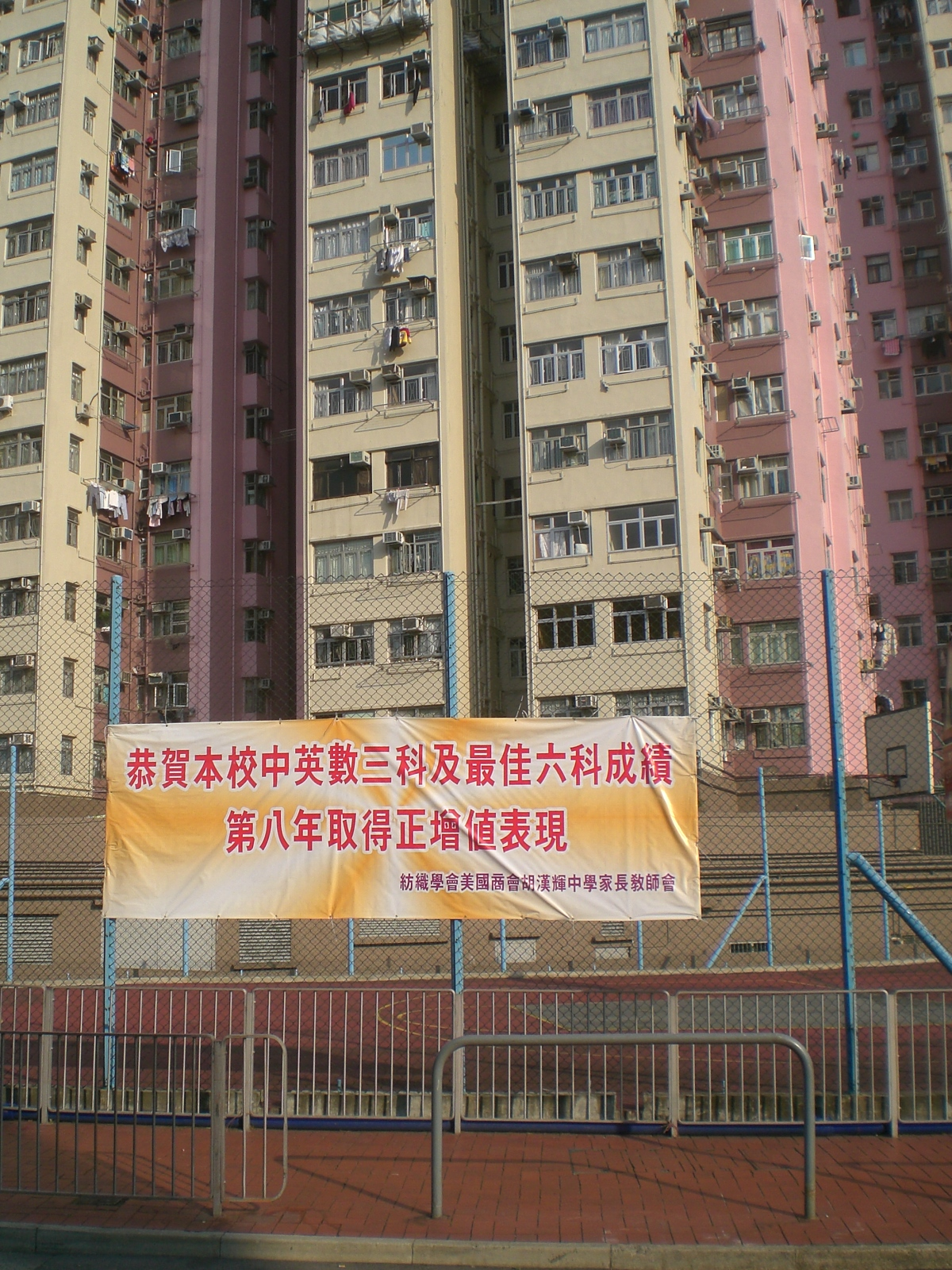
紡織學會美國商會胡漢輝中學的宣傳橫額（攝於2009年1月11日）

- 2014年4月，位於荃灣中心商場第二期地下的一間小食店「噹噹小食」被人偷去兩件共值14元的手卷。其後女老闆認定賊人是紡織學會美國商會胡漢輝中學兩名中一男生，並在店外張貼告示指名道姓。事件最後以報警方式處理[26]。
- 該校的興趣小組包括足球學會,乒乓球組, 基督徒團契, 管弦樂團, 藍湖劇社等等 。

## 著名/傑出校友
- 陳俊民（1993年中五）：香港會計師、廣東省雲浮市政協委員、博愛醫院總理[27]
- 文詠珊（2006年中五）：香港女演員[28]
- 劉子健（1996年中五）：香港職業籃球員[29]
- 周義評（2015年中四）：香港男子賽艇運動員[30]
- 林新棟，MH（2015年中五）：香港男子賽艇運動員[31][32]

## 友好学校
- 北京市八一学校附属玉泉中学

## 外部連結
- 紡織學會美國商會胡漢輝中學 （页面存档备份，存于）
- 紡織學會美國商會胡漢輝中學校友會 （页面存档备份，存于）
- 紡織學會美國商會胡漢輝中學家長教師會 （页面存档备份，存于）